# 科塔卡奇縣

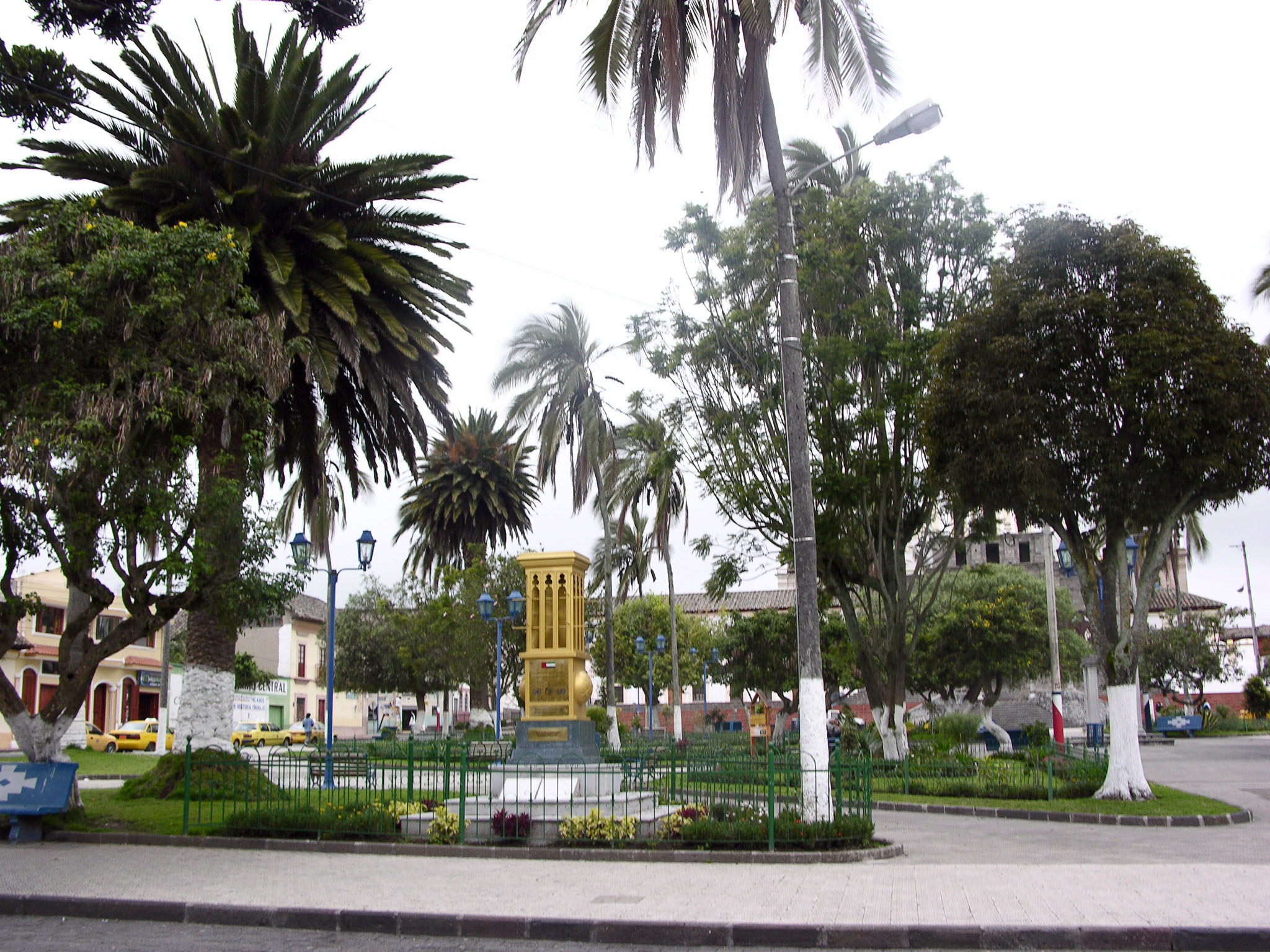

科塔卡奇縣（西班牙語：Cantón Cotacachi），是厄瓜多爾的縣份，位於該國北部，由因巴布拉省負責管轄，始建於1544年，面積1,809平方公里，2001年人口37,215，人口密度每平方公里20.57人。